# Le Chapeau à surprises
Le Chapeau à surprises je francouzský němý film z roku 1901. Režisérem je Georges Méliès (1861–1938). Film trvá necelé tři minuty.

## Děj
Kouzelník se ukloní a sundá si cylindr. Pomocí pláště nechá objevit stůl a z pláště udělá ubrus. Potom vytáhne z klobouku čtyři talíře, ubrousky, nože a vidličky a další nádobí. Následně vezme vějíř, kterým začne mávat na klobouk, čímž se obě věci zvětší. Ze zvětšeného klobouku vytáhne čtyři židle, které přisune ke stolu. Pak z něj postupně vytáhne dva muže a dvě ženy, které posadí ke stolu, a dá si ho na hlavu, čímž ho zase zmenší. Poté vykouzlí služku, která se chystá čtyři lidi obsloužit, ale než tak učiní, kouzelník skočí na stůl, se kterým na místě zmizí, a nechá oživit obraz, čímž hosty a služku vyděsí a odežene. Kouzelník se vzápětí objeví za jejich zády, aby se jim mohl vysmát a vrátit obraz do předchozího stavu. Na závěr udělá z ubrusu znovu svůj plášť, ukloní se a s nasazeným kloboukem odchází.